# Liste der Bodendenkmale in Wendeburg
In der Liste der Bodendenkmale in Wendeburg sind die Bodendenkmale der niedersächsischen Gemeinde Wendeburg aufgeführt. Die Quelle ist der Denkmalatlas Niedersachsen.
- Bitte beachten Sie, dass diese Liste keinen Anspruch auf Vollständigkeit erhebt.
- Die Angaben ersetzen nicht die rechtsverbindliche Auskunft der zuständigen Denkmalschutzbehörde.
- Es sind nur Daten aus dem Denkmalatlas verarbeitet.
- Der Stand der Liste ist der 10. April 2025.

Wendeburg im Landkreis Peine

## Allgemein
In den Spalten finden sich folgende Informationen des Bodendenkmales:
| Lage         | geographische Koordinaten                                                           |
| Bezeichnung  | Bezeichnung lt. Denkmalatlas                                                        |
| Beschreibung | Beschreibung lt. Denkmalatlas                                                       |
| ID           | Objekt-ID                                                                           |
| Bild         | Bild, ggf. zusätzlich mit Link zu weiteren Fotos im Medienarchiv Wikimedia Commons. |

## Meerdorf
| Lage                         | Bezeichnung          | Beschreibung           | ID       | Bild |
| ---------------------------- | -------------------- | ---------------------- | -------- | ---- |
| 52° 21′ 43″ N, 10° 18′ 18″ O | Meerdorf 1, Wall     |                        | 28971134 | BW   |
| 52° 20′ 3″ N, 10° 19′ 50″ O  | Meerdorf 2, Landwehr | Teilstück ID: 36211309 | 28902255 | BW   |